# Closterocerus abelardi
Closterocerus abelardi är en stekelart som beskrevs av Girault 1922. Closterocerus abelardi ingår i släktet Closterocerus och familjen finglanssteklar. Inga underarter finns listade i Catalogue of Life.